# Hawajka czarna
Hawajka czarna (Drepanis funerea) – gatunek średniej wielkości ptaka z rodziny łuszczakowatych (Fringillidae). Występował endemicznie na hawajskiej wyspie Molokaʻi. Po raz ostatni odłowiono okaz w 1907. Wymarły.

## Taksonomia
Po raz pierwszy gatunek opisał Alfred Newton na łamach Proceedings of the Zoological Society of London w 1893. Odkrywcą gatunku był Robert Cyril Layton Perkins. Autor nadał nowemu gatunkowi nazwę Drepanis funerea. Opisał go nie tylko na podstawie holotypu, Perkins odłowił bowiem kilka okazów w czerwcu 1893 (prawdopodobnie sześć). Nazwa ta jest obecnie (2021) podtrzymywana przez Międzynarodowy Komitet Ornitologiczny. Hawajka czarna była jednym z ostatnich gatunków hawajek opisanych przed swoim wymarciem. Epitet gatunkowy Alfred Newton wyjaśnił:

Jej ponure upierzenie i smutne przeznaczenie, które prawdopodobnie czeka i na ten gatunek, skłoniło mnie do zaproponowania nazwy: Drepanis funerea.

## Morfologia
Według pierwszego opisu (oryginalne wymiary podane w calach), długość ciała wynosi około 20 cm, skrzydeł – 10 cm, ogona – 7 cm, dzioba – 6,3 cm, skoku – 3,2 cm. W upierzeniu nie występuje dymorfizm płciowy, według Rothschilda samice są mniejsze i mają krótsze dzioby. Upierzenie ogółem jest jednolicie matowoczarne, jednak pióra mają szarawe nasady. Lotki smoliście czarne, ale zewnętrzne chorągiewki wyróżniały się płową lub białawą barwą, przechodzącą u nasady w czerń. Nozdrza i nasada dzioba żółte, tęczówki jasne, żółtobrązowe.

## Zasięg występowania
Hawajka czarna znana jest tylko z Molokaʻi, jednak odnaleziono subfosylne szczątki D. funerea lub gatunku niemożliwego do odróżnienia na podstawie kości na Maui.

## Ekologia i zachowanie
Według pierwszego opisu, hawajki czarne zamieszkiwały górskie lasy. Okazy, na podstawie których opisano gatunek, odłowiono na wysokości około 1500 m n.p.m. (5000 stóp n.p.m.). Rothschild odnotował, że okaz, który do niego dotarł, miał bardzo silny zapach (podobny do zapachu oceanników). Rdzenna mieszkanka Hawajów poinformowała Perkinsa, że hawajska nazwa tego gatunku brzmiała Oʻonukuʻumu, co znaczy Oʻo z dziobem do ssania. Podobnie jak inne ptaki żyjące głęboko w lesie, hawajki czarne były zupełnie niepłochliwe i siadały nawet bezpośrednio nad głową obserwatora. Alanson Bryan, który w maju 1907 odłowił kilka okazów, zauważył, że hawajki czarne można zwabić, imitując ich głos. Odstrzelił on ostatniego znanego osobnika.

## Status
IUCN uznaje hawajkę czarną za wymarłą. Ostatnia obserwacja i odłowienie okazu miały miejsce w maju 1907. Później, w marcu i kwietniu 1908, George Munro prowadził poszukiwania hawajek czarnych, jednak nie stwierdził ich obecności na wyspie. Kolejne badania w 1936 poskutkowały jedynie powstaniem plotki, jakoby kilka lat temu przedstawiciel tego gatunku miał być widziany w dolinie Wailau. William Donagho przeszukał większość pozostałych na wyspie lasów w 1937 i nie odnotował hawajek czarnych. Kolejne zakończone niepowodzeniem badania terenowe miały miejsce w 1947. Prawdopodobnie hawajki te wymarły przez niszczenie podszytu przez wprowadzone bydło i kopytne oraz drapieżnictwo ze strony szczurów i mangust.